# That Gibson Boy
| Recensione | Giudizio |
| ---------- | -------- |
| AllMusic   |          |

That Gibson Boy è un Album in studio del cantante e chitarrista country statunitense Don Gibson, pubblicato nell'ottobre del 1959.

## Tracce

### LP
(1959, RCA Victor Records, LPM-2038/LSP-2038)
Lato A (K2WP-1150)
1. Even Tho' – 1:55 (Webb Pierce, Curt Peeples, Willie Jones) – Registrato il 19 gennaio 1959
2. It's My Way – 2:05 (Wayne Walker, Webb Pierce) – Registrato il 19 gennaio 1959
3. Midnight – 2:10 (Chet Atkins, Boudleaux Bryant) – Registrato il 19 gennaio 1959
4. As Much – 1:58 (Mel Tillis) – Registrato il 7 dicembre 1958
5. Do You Think – 2:00 (Lee Emerson) – Registrato il 19 gennaio 1959
6. Didn't Work Out, Did It? – 2:18 (Dave Rich) – Registrato il 19 gennaio 1959

Durata totale: 12:26
Lato B (K2WP-1151)
1. Won't Cha Come Back to Me – 1:30 (Don Gibson) – Registrato il 26 settembre 1958
2. I Wish It Had Been a Dream – 2:39 (Charlie Louvin, Ira Louvin) – Registrato il 19 gennaio 1959
3. Ages and Ages Ago – 2:17 (Gene Autry, Fred Rose, Ray Whitley) – Registrato il 19 gennaio 1959
4. Almost – 3:07 (Vic McAlpin, Jack Toombs) – Registrato il 19 gennaio 1959
5. It Has to Be – 2:23 (Don Gibson) – Regitrato il 3 dicembre 1957
6. Foggy River – 2:00 (Fred Rose) – Registrato il 19 gennaio 1959

Durata totale: 13:56

## Formazione
- Don Gibson – voce, chitarra

### Gruppo
- Chet Atkins – chitarra (in tutti i brani, eccetto in A4)
- Hank Garland – chitarra (A4/B1)
- Velma Smith – chitarra ritmica (B5)
- Jimmy Selph – chitarra (A1/A2/A3/A4/A5/A6/B2/B3/B4/B6)
- Rusty Kershaw – chitarra (A4)
- Floyd Cramer – pianoforte (in tutti i brani)
- Joseph Zinkan – contrabbasso (A1/A2/A6/B2/B3/B5)
- Bob Moore – contrabbasso (A4/B1)
- Junior Huskey – contrabbasso (A3/A5/B4/B6)
- Troy Hatcher – batteria (B5)
- Buddy Harman – batteria (A1/A2/A3/A4/A5/A6/B1/B2/B3/B4/B6)
- The Jordanaires – cori (in tutti i brani)[3]

### Produzione
- Chet Atkins – produzione, conduzione e direzione
- Registrazioni effettuate il 19 gennaio 1959 a Nashville, Tennessee
- Bob Farris – ingegnere delle registrazioni[4]